# Милица Милша
Милица Исаковић Јокановић (Београд, 20. мај 1968), познатија као Милица Милша, српска је телевизијска, филмска и позоришна глумица.
Глумачку каријеру почела је као девојчица епизодним улогама у филмовима Трен, Другарчине и Берлин капут. Наставила је да игра у споредним улогама у филмовима као што су Тесна кожа 2 и Тесна кожа 3. Широку популарност стекла је у популарним телевизијским серијама Синише Павића Бољи живот, Срећни људи, Породично благо, Бела лађа и Јунаци нашег доба. Највећу популарност у Србији и региону донела јој је главна улога у серији Игра судбине.

## Филм и телевизија
Као девојчица одиграла је прве епизодне улоге у филмовима Трен, Другарчине и Берлин капут. Играла је у споредним улогама у филмовима Тесна кожа 2 и Тесна кожа 3 за које је Синиша Павић написао сценарио, наставила је да игра и у његовим популарним телевизијским серијама Бољи живот, Срећни људи, Породично благо, Бела лађа и Јунаци нашег доба у којима је остварила широку популарност. Глумила је у америчком филму Уцена – откуп у крви 1989. године.
Добила је награду публике на Филмском фестивалу у Нишу за улогу у филму Где цвета лимун жут.
Прву главну улогу добила је 1998. године у телевизијском филму Живана где је глумила са Слободаном Ћустићем са којим је глумила и у телевизијској серији Игра судбине где је такође имала главну улогу, улога Аде Каначки донела јој је велику популарност у Србији и региону. За ту улогу добила је награду за Глумачки пар године 2021. заједно са Владаном Савићем.

## Позоришне представе
Играла је у великом броју позоришних представа, од којих су неке извођене и више од 250 пута. Милшина прва представа Женски оркестар је једина представа са простора бивше Југославије која је учествовала у званичној конкуренцији Единбуршког фестивала. Значајне улоге остварила је у представама Развојни пут Боре Шнајдера, Чекајући Годоа, Мистер долар, Лизистрата, Харолд и Мод, Полтрон, Секс бомба, Ловац на јелене, Љубавна исповест Софије Маловразић, Без трећег, Повратак ратника, Кабаре Хо-Хо, Згази ме, Камен за под главу, Ради ми свашта и Дизало у лифту. За улогу нероткиње Круне у представи Камен за под главу добила је награду Бора Станковић на фестивалу Борини позоришни дани. Игра у позоришним представама Повратак ратника, Мистер Долар и Полтрон Београдског драмског позоришта чија је стална чланица од 1996. године.

## Манекенство
Милица Милша је завршила курс манекенства код Тамаре Бакић. Две године узастопно добила је награду Венера, као најлепша и најбоља манекенка Социјалистичко Федеративне Републике Југославије по избору читалаца листа Практична жена. Била је мис Канског филмског фестивала.
Фотографисала се за различите часописе и магазине са више од 300 насловних страна. Њена фотографија нашла се и на насловној страни првог новогодишњег броја српског "Плејбоја“.
Снимила је више од 30 реклама. Заштитно је лице неколико модних кућа и козметичких брендова.

## Режија
Режирала је представу Кокошке по сценарију свог супруга Жарка Јокановића, која је премијерно изведена 30. априла 2009. године у Позоришту Тимочке крајине Зоран Радмиловић у Зајечару, а београдску премијеру представа је имала 9. маја 2009. године у Позоришту на Теразијама. За успешну режију добила је награду Позоришта сребрњак са ликом Зорана Радмиловића. Велики Оскаров кабаре је представа коју је такође режирала и са великим успехом изведена у Дому синдиката 24. децембра 2009. године, представа се игра у градовима широм Србије.

## Приватни живот
Милица Милша је глуму дипломирала на Академији драмских уметности у Новом Саду у класи професора Боре Драшковића.
Њен отац је познати књижевник и академик Антоније Исаковић а мајка књижевница Лепосава Миланин. Има сина Антонија Исаковића коме је име дала по свом оцу. Удата је за Жарка Јокановића, познатог сценаристу, редитеља, глумца и политичара.
Надимак Милша добила је од мајке када је имала годину дана, што касније постаје њен псеудоним.

## Филмографија
| Год.         | Назив                                | Улога                        |
| ------------ | ------------------------------------ | ---------------------------- |
| 1970-е       |                                      |                              |
| 1978.        | Трен                                 | девојчица                    |
| 1979.        | Другарчине                           | девојчица                    |
| 1980-е       |                                      |                              |
| 1981.        | Берлин капут                         | Девојчица која игра школице  |
| 1987.        | Тесна кожа 2                         | манекенка                    |
| 1988.        | Тесна кожа 3                         | дактилографкиња              |
| 1989.        | Уцена - откуп у крви (амерички филм) | Луси                         |
| 1990-е       |                                      |                              |
| 1991.        | Бољи живот 2                         | секретарица Ивона            |
| 1993.        | Рај                                  | Францускиња                  |
| 1993 — 1994. | Срећни људи                          | Лара Симоновић               |
| 1995.        | Крај династије Обреновић             | госпођа Николић              |
| 1995 — 1996. | Срећни људи 2                        | Лара Симоновић               |
| 1997.        | Рођени сјутра                        | Лидија                       |
| 1998.        | Живана                               | Живана, Цици                 |
| 2000-е       |                                      |                              |
| 2000.        | Породичне приче                      | комшиница                    |
| 2001.        | Секс бомб                            | Сандра                       |
| 2001.        | Харолд и Мод                         | удавача                      |
| 1998 — 2001. | Породично благо                      | Светлана Лена Николић        |
| 2002.        | Призори из брачног живота            | супруга                      |
| 2002.        | Хотел са 7 звездица                  | Верица                       |
| 2003.        | Ледина                               | Светлана                     |
| 2004.        | Јесен стиже, дуњо моја               | Циганка врачара              |
| 2005.        | Идеалне везе                         | Лола                         |
| 2006.        | Где цвета лимун жут                  | сестра Маргарита             |
| 2007.        | Сељаци                               | Милунка                      |
| 2007.        | Оно наше што некад бејаше            | Перса                        |
| 2007.        | Црна зора                            | Весела                       |
| 2008.        | Бела лађа 2                          | Мелиса                       |
| 2008.        | Кнежевина Србија                     | Кнегиња Персида Карађорђевић |
| 2008 — 2009. | Рањени орао                          | Зага                         |
| 2009.        | Бела лађа 3                          | Мелиса                       |
| 2010-е       |                                      |                              |
| 2010.        | Може и другачије                     | Комшиница Бранка             |
| 2010.        | Бела лађа 4                          | Мелиса                       |
| 2010.        | Страх од љубави                      | Лиса                         |
| 2010.        | Рестауратор                          | Службеница                   |
| 2010.        | Мирис кише на Балкану (ТВ серија)    | Савета                       |
| 2011.        | Бела лађа 5                          | Мелиса                       |
| 2011.        | Ас пик                               | Психијатар                   |
| 2012.        | Бела лађа 6                          | Мелиса                       |
| 2012.        | Будва на пјену од мора               | Слађана                      |
| 2013.        | Певај, брате!                        | Даринка                      |
| 2019 — 2020. | Јунаци нашег доба                    | Дринка                       |
| 2020-е       |                                      |                              |
| 2020 — 2022. | Игра судбине                         | Ада Каначки                  |
| 2021 — 2022. | Јунаци нашег доба 2                  | Дринка Торбица               |
| 2022.        | Мала супруга                         | Наталија Момчиловић          |
| 2023.        | Залив                                |                              |
| 2023 - 2025. | Закопане тајне                       | Лала Додер                   |
| 2025.        | Дадиља са села                       | Зорка                        |